# Nea Jonia (stacja metra)
Nea Jonia (gr: Νέα Ιωνία) – stacja metra ateńskiego na linii 1 (zielonej), 17,923 km od Pireusu. Została otwarta 14 marca 1956. Znajduje się na terenie miasta Nea Jonia.